# Hurrikan Dora (1999)
Hurrikan Dora war der langlebigste tropische Wirbelsturm der pazifischen Hurrikansaison 1999. Der vierte benannte Sturm der Saison war der zweite schwere Hurrikan des Jahres und entwickelte sich am 6. August aus einer tropischen Welle im Süden Mexikos. Hurrikan Dora behielt während seiner Existenz einen stetigen westlichen Kurs bei und erreichte Spitzenwindgeschwindigkeiten von 220 km/h, gemessen am 12. und 13. August. Dora existierte insgesamt 17 Tage, bevor sich das System am 23. August nördlich von Wake im westlichen Pazifischen Ozean auflöste.
Obwohl Dora kein Land erreichte, verursachte der Hurrikan hohen Wellengang, Sturmböen und leichte Regenfälle im Südosten Hawaiis und auf dem Johnston-Atoll. Es gibt keine Berichte über Tote oder Verletzte infolge des Hurrikans.

## Sturmverlauf

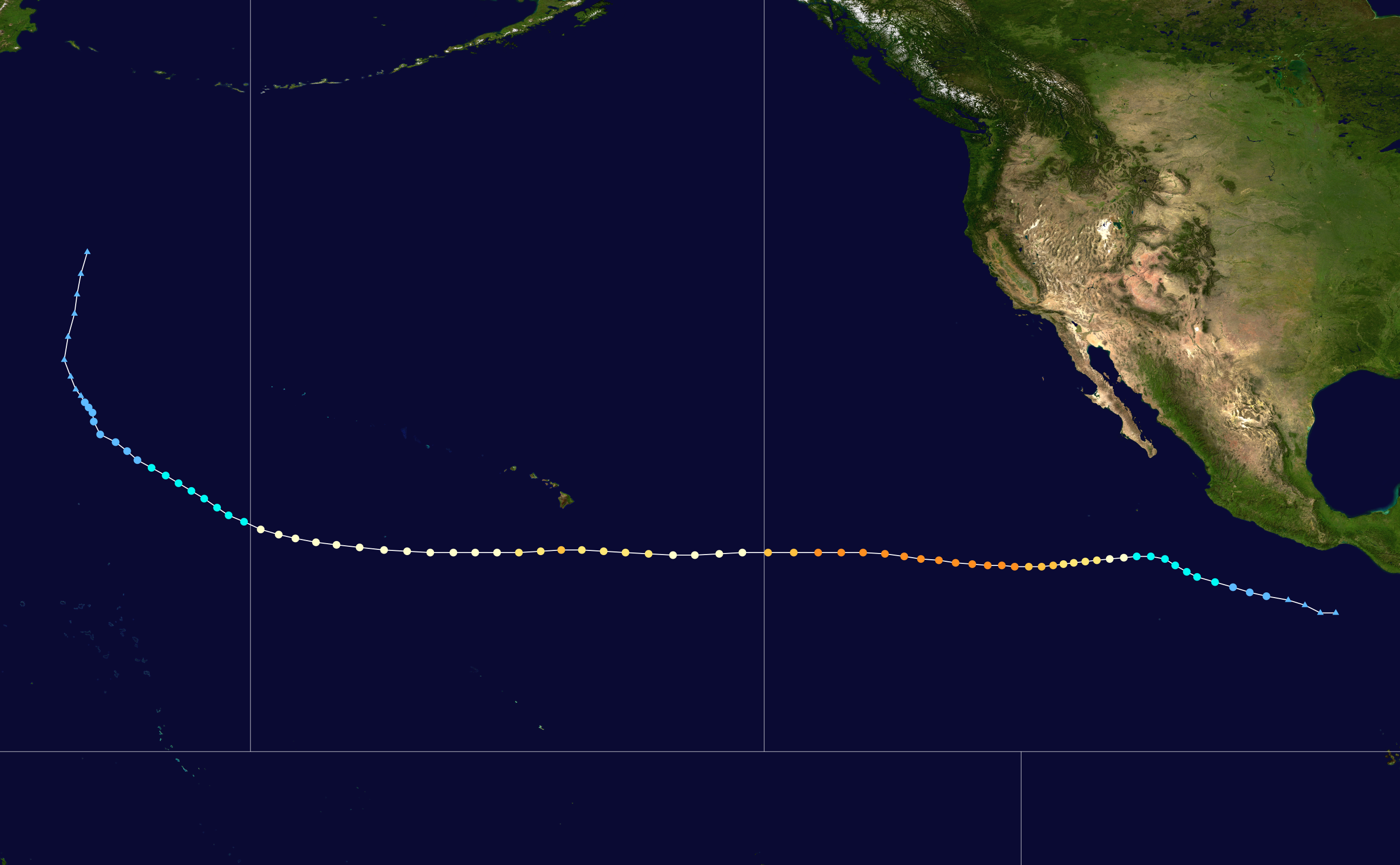
Sturmpfad von Dora

Der Vorläufer von Dora war eine tropische Welle, die sich am 23. Juli von der westafrikanischen Küste löste und den Atlantik überquerte, ohne sich zu entwickeln. Am 4. August kreuzte das System Mittelamerika und geriet mit leichter Konvektion in den östlichen Pazifik. Eine leichte Zirkulationsbewegung entwickelte sich am Tag darauf, als Windböen aufkamen, und am Morgen des 6. August gab das National Hurricane Center das Entstehen des Tropischen Tiefdruckgebietes Vier-E etwa 540 km südlich von Acapulco bekannt. Trotz anfänglicher vertikaler Windscherungen intensivierte sich das Tief stetig und erhielt den Namen Dora nach Erlangen des Status eines tropischen Sturmes.
Entlang einer zurückweichenden subtropischen Front wandernd, verstärkte sich Dora weiter und wurde am 8. August auf Basis von Schätzungen nach Dvorak-Techniken zu einem Hurrikan. Schwache Windscherung vor dem Sturm und warmes Wasser erlaubte eine weitere Intensivierung, und ein kleines, gut ausgebildetes Auge entstand. Am 12. August erreichte Dora seinen Gipfel mit Windgeschwindigkeiten von 220 km/h und einem niedrigsten Luftdruck von 943 hPa. Kurz nach dem Höhepunkt unterzog sich der Hurrikan einer Eyewall-Neubildung, durch die eine kurze Schwächung des Hurrikans verursacht wurde, bevor dieser erneut an Stärke gewann. Dora verstärkte sich aber nicht weiter, da der Sturm mit kühlerem Wasser und leichten Windscherungen konfrontiert wurde.
Am 14. August überschritt das System die Grenze zum mittleren pazifischen Becken als ein Hurrikan in der Kategorie 2 auf der Saffir-Simpson-Hurrikan-Windskala, und die Überwachung des Hurrikans wurde an das Central Pacific Hurricane Center übergeben. Dora geriet erneut in günstige Bedingungen und verstärkte sich am 15. August wieder zu einem schweren Hurrikan, als welcher Dora 320 km südlich an Hawaii vorbeizog. Diese zweite Intensivierungsspitze war nur kurz, da die Vorwärtsgeschwindigkeit zunahm. Dora passierte das Johnston-Atoll 105 km südlich und überquerte am 19. August die internationale Datumslinie als tropischer Sturm mit Windgeschwindigkeiten von 115 km/h. Das Ende des Lebenszyklus von Dora wurde durch das Joint Typhoon Warning Center verfolgt. Der Sturm geriet an eine stärkere Windscherung, und am 21. August ging die Windgeschwindigkeit unter den Werten eines tropischen Sturms zurück. Am 23. August löste sich die Zirkulation von der Konvektion, und um 1800 UTC hatte sich das tropische Tiefdruckgebiet Dora etwa 725 km nordöstlich von Wake aufgelöst.

## Auswirkungen

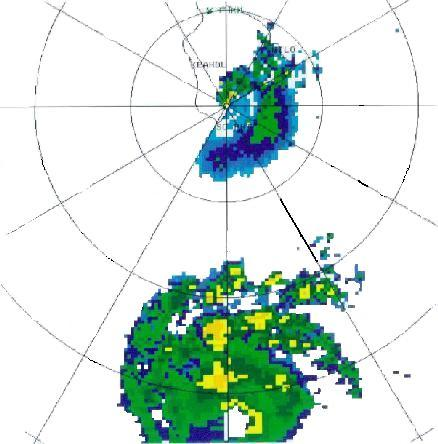
Radarbild, als Dora südlich an Hawaii vorbeizieht.

Die Vorhersagemodelle nahmen am 16. August an, dass Dora nahe am Johnston-Atoll vorbeiziehen würde, und es gab Befürchtungen, die Insel könnte direkt getroffen werden. Auf diese Bedrohung reagierend, wurden 1200 Bewohner des Johnston-Atolls nach Hawaii evakuiert. Bevor die Bewohner die Insel verließen, sicherten sie Einrichtungen und andere lose Gegenstände. Einige Biologen hegten Befürchtungen, dass der Hurrikan schwere Auswirkungen auf die Brutzeit von über 150.000 Vögel innerhalb des Johnston Atoll Wildlife Refuge haben würde, da bereits Hurrikan John im Jahre 1994 etwa 80 % der Vogelpopulation auf der Insel ausgelöscht hatte. Außerdem nahm das Central Pacific Hurricane Center an, Dora würde Wake Island als leichter Taifun treffen, obwohl dies nicht geschah.
Die von Dora verursachte Sturmflut erreichte an der östlichen und südlichen Uferlinie von Hawaii Wellenhöhen von 2 bis 6 m. Deswegen wurden durch die örtlichen Behörden Strände, Campingplätze und Wanderwege in den Distrikten Puna und Kaʻū wegen der bedrohlichen Bedingungen geschlossen. Die Ausläufer produzierten in erhöhten Lagen Windböen von bis zu 95 km/h und ergaben auch leichte Regenfälle. Hurrikan Dora schuf auch auf Johnston-Atoll einen rauen Wellengang, wobei ein Wetterbeobachter feststellte, dass der Wellengang der schwerwiegendste Effekt des Sturmes war. Die automatische Wetterstation übermittelte über zwei Stunden hinweg Windböen von 75 bis 85 km/h. Die Auswirkungen waren allgemein minimal, und es gab keine berichteten Sachschäden oder Verletzungen.
Mit einem Zugweg von 10.500 km hatte Hurrikan Dora den zweitlängsten beobachteten Zugweg eines pazifischen Hurrikans, direkt nach Hurrikan John. Die Länge war dabei mehr als viermal so lang wie der Durchschnitt im Pazifischen Ozean. Außerdem war Dora der erste tropische Wirbelsturm seit Hurrikan John im Jahr 1994, der in allen drei pazifischen Hurrikanbeobachtungsgebieten auftrat.
Der Sturmname wurde nicht gestrichen, sondern während der pazifischen Hurrikansaison 2005 erneut vergeben.